# Орден Солнца Перу
Орден Солнца Перу (исп. Orden El Sol del Perú) — высшая государственная гражданская награда Перу. Старейший гражданский орден в Америке.

## История
Орден Солнца был учреждён 8 октября 1821 года борцом за независимость Перу генералом Хосе Сан-Мартином после взятия Лимы.
Первоначально имел три степени.
9 марта 1825 года орден был упразднён по причине злоупотреблений при награждении орденом.
Восстановлен под названием Орден Солнца Перу в 1921 году в честь столетия обретения независимости Перу. Имел четыре степени.
В 1937 году добавлена пятая степень.

## Классы
Орден состоит из шести классов:
1. Орденская цепь
2. Большой Крест с бриллиантами (исп. Gran Cruz con diamantes)
3. Большой Крест (исп. Gran Cruz)
4. Великий офицер (исп. Gran Oficial)
5. Командор (исп. Comendador)
6. Офицер (исп. Oficial)
7. Кавалер (исп. Caballero)

| Орденские планки | Орденские планки | Орденские планки | Орденские планки | Орденские планки | Орденские планки |
| ---------------- | ---------------- | ---------------- | ---------------- | ---------------- | ---------------- |
| Орденская цепь   | Большой крест    | Великий офицер   | Командор         | Офицер           | Кавалер          |

## Награждения

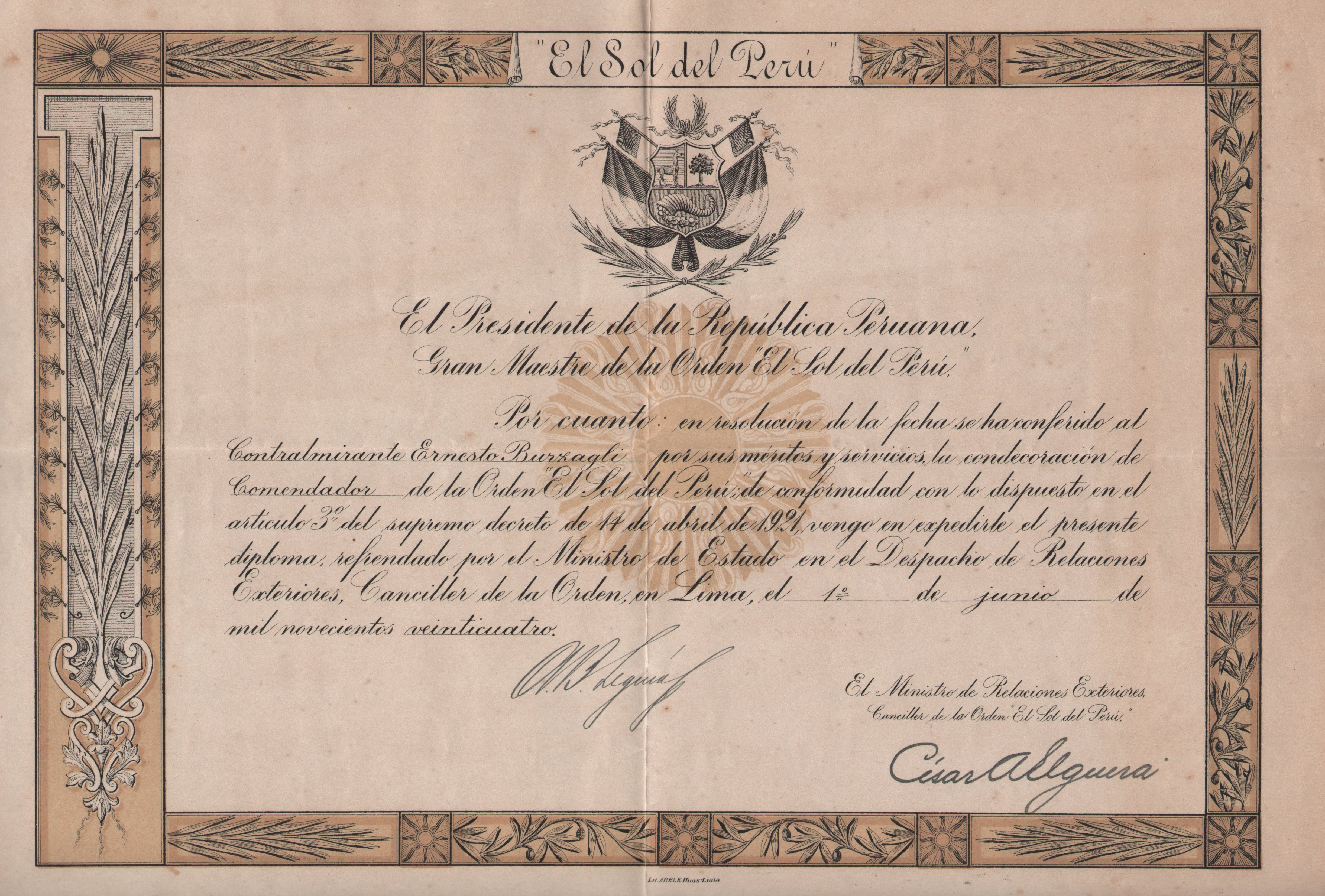
Диплом о награждении орденом (1926 год)

25 ноября 2008 года Президент Перу Алан Гарсия Перес наградил высшим знаком отличия ордена Солнце Перу Президента России Дмитрия Анатольевича Медведева. В различное время орденом были награждены председатель Президиума Верховного совета СССР Леонид Ильич Брежнев, канцлер Германии Ангела Меркель, премьер-министр Польши Дональд Туск, председатель КНР Ху Цзиньтао, первая женщина-космонавт Валентина Терешкова и многие другие перуанцы и иностранцы.
Рыцарем Большого креста ордена является, в частности, перуанский оперный певец Хуан Диего Флорес.
В ходе визита Кристины Фернандес де Киршнер в Перу в марте 2010 года, она была награждена высшей государственной наградой страны — орден «Солнца Перу».